# Zygnemataceae
Zygnematacae è una famiglia di alghe verdi filamentose o unicellulari, uniseriate (non ramificate). I filamenti sono dotati di setto e la riproduzione avviene per coniugazione.
Spirogyra è comunemente utilizzata nelle scuole per dimostrare questo tipo di riproduzione. Particolarità della famiglia sono i cloroplasti di forme diversificate, come la forma a stella nel genere Zygnema, la forma a elica nel genere Spirogyra e piatti nel genere Mougeotia.

## Descrizione
Le specie esistono tipicamente come masse galleggianti nell'acqua stagnante di fossati e stagni. Alcune, però, crescono anche in acqua corrente e si attaccano a un substrato mediante proiezioni rizoidi delle cellule basali del filamento.
Le specie salgono in superficie a inizio primavera, crescono rapidamente in estate, scompaiono in tarda estate.

## Distribuzione e habitat
Le Zygnemataceae sono cosmopolite, ma, sebbene in genere tutte siano presenti negli stessi tipi di habitat.
Mougeotia, Spirogyra e Zygnema sono i generi più comuni; in uno studio effettuato nel Nord America (McCourt et al., 1986, come riportato in Wehr, 2003, pg. 363), il 95% delle Zygnemataceae raccolte appartenevano a questi tre generi.
Anche se occupano parecchi habitat, in America Settentrionale si trovano esclusivamente in acqua dolce o in habitat subaerei.
Parecchi generi sembrano essere endemici: Entransia è unica in Nuova Scozia e Pleurodiscus nel Porto Rico; Mougeotiopsis è nota esclusivamente da Michigan, Wisconsin, North Carolina e British Columbia.  
Zygogonium e le Zygnemataceae unicellulari preferiscono acqua acidula, mentre Ancylonema e una specie di Mesotaenium crescono sul ghiaccio dei ghiacciai. Alcuni membri delle Zygnemataceae, come la Spirogyra, divengono facilmente preda di parassiti, in particolare di chytridiomycota.

## Tassonomia

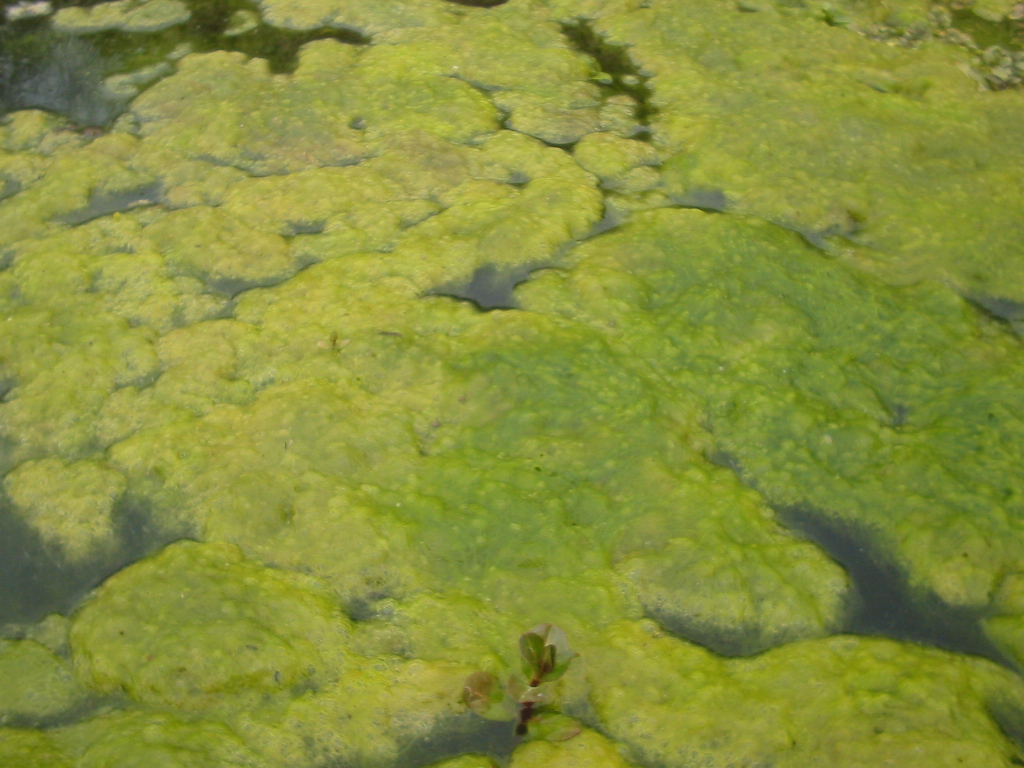
Ammassi galleggianti di Spirogyra in uno stagno quieto.

La classificazione e l'identificazione avvengono innanzitutto per la morfologia della coniugazione, che è alquanto rara da individuare in popolazioni naturali di esseri acquatici permanenti.
Nello stato vegetativo, i generi più rari assomigliano ai tre più comuni e sono spesso confusi con quelli e catalogati come tali. La coniugazione può essere indotta in colture a basso contenuto di azoto.
Questa famiglia comprende i seguenti generi:
- Ancylonema
- Cylindrocystis
- Debarya
- Entransia
- Mesotaenium
- Mougeotia
- Mougeotiopsis
- Netrium
- Pleurodiscus
- Roya
- Sirogonium
- Spirogyra
- Tortitaenia
- Zygnema
- Zygogonium